# Naruto Uzumaki
Naruto Uzumaki (うずまき ナルト?, Uzumaki Naruto) è un personaggio immaginario, protagonista del manga Naruto, scritto e disegnato dal mangaka Masashi Kishimoto. Compare anche nelle serie televisive anime tratte dal fumetto e nei diversi media derivati.
Diverse riviste specializzate in anime e manga hanno espresso critiche positive sul personaggio apprezzando la sua personalità e il suo sviluppo durante la serie. Altre invece lo vedono come lo stereotipo del protagonista di anime e manga, paragonabile a quello di molti altri shōnen. Tuttavia, Naruto è un personaggio molto apprezzato tra i fan del manga, classificandosi nei primi posti in diversi sondaggi di popolarità.

## Creazione e sviluppo
Quando ideò Naruto, Kishimoto desiderava creare un personaggio "ingenuo e stupido", con una serie di tratti vicini a quello che considerava l'eroe ideale: un modo semplice di pensare, un lato malizioso, sempre ottimista. Kishimoto comunque per differenziare Naruto aggiunse un passato oscuro per renderlo unico. Il disegno iniziale è stato cambiato diverse volte dall'autore, fornendo al personaggio abiti diversi per renderlo più attraente al pubblico occidentale, oltre ad essere più facile da disegnare e colorare. La personalità di Naruto è, nel complesso, di natura infantile. Kishimoto cerca spesso di mettere in evidenza questa caratteristica, come per esempio sulla copertina del volume 10 del manga, in cui vi è raffigurato Naruto che imita una tartaruga come farebbe un bambino.

Gli occhiali che il personaggio indossa nel primo capitolo del manga

I vestiti di Naruto si basano sui capi di abbigliamento che Kishimoto indossava quando era più giovane: secondo l'autore infatti, utilizzando un disegno preesistente non avrebbe reso Naruto unico mentre qualcosa di originale lo avrebbe fatto risaltare troppo. Il colore arancione del suo vestito è usato per rendere Naruto "pop", con il blu, spesso utilizzato per integrare l'arancio.
Il nome Naruto può significare maelstrom, ed è anche il nome per un tipo di kamaboko con una spirale rosa usato nel ramen. In giapponese il termine Naruto può indicare anche il simbolo @. Il cognome Uzumaki è invece un gioco di parole su spirale (渦巻?, Uzumaki), che si riferisce ad una spirale tridimensionale come un vortice. Questa è un simbolo ricorrente nel manga sia sulle vesti di Naruto che sugli abiti di molti altri ninja del Villaggio della Foglia. Uzumaki può significare anche gorgo, in riferimento ai vortici di Naruto (鳴門の渦潮?, Naruto no uzushio), situati presso l'omonima città. Poiché il nome Naruto è associato alle spirali, queste sono richiamate spesso sui suoi costumi. Nel disegno iniziale, Naruto indossava gli stivali, ma Kishimoto li sostituì con dei sandali, perché gli piaceva disegnare le dita dei piedi. Anche gli occhiali che Naruto indossava vennero sostituiti da un coprifronte, perché ci voleva troppo tempo per disegnarli.
Kishimoto ha affermato che è contento che il suo personaggio abbia i capelli biondi e gli occhi azzurri. L'editore di Shōnen Jump negli Stati Uniti suggerì quelle caratteristiche in modo da avvicinare il personaggio al pubblico occidentale. Kishimoto ha affermato che si identifica con Naruto più che con tutti gli altri personaggi del manga. Quando è stato chiesto perché il cibo preferito di Naruto fosse il ramen invece del kitsune udon, Kishimoto ha semplicemente spiegato che a lui personalmente è sempre piaciuto mangiare il ramen. Durante la realizzazione di Naruto per la seconda parte del manga, Kishimoto ha apportato alcune modifiche al suo aspetto, in particolare ha reso più ampio il coprifronte per rendere le ciglia più facili da disegnare, visto che lo avevano seccato nella versione precedente. Egli ha anche notato che i pantaloni di Naruto, così come erano, davano un aspetto infantile al personaggio. Per porvi rimedio, Kishimoto ha ridisegnato una porzione dei pantaloni di Naruto ripiegata, dando al personaggio un aspetto più maturo.
Nella versione originale giapponese, Naruto finisce spesso le sue frasi con il rafforzativo "-ttebayo" (che ottiene un effetto simile a terminare una frase con "lo sai?"). Kishimoto voleva dare una frase infantile ripetitiva e ha ritenuto che "dattebayo" fosse quella più adatta per Naruto. L'autore ritiene che la frase completi il personaggio e serva come un tic verbale che lo ritrae un po' come un monello. Durante l'inizio del doppiaggio della versione inglese, "dattebayo" e "-ttebayo" sono stati sostituiti con la frase "believe it!", in modo da facilitare il sincronismo del labiale col personaggio. Nella versione italiana invece il "dattebayo" non è stato tradotto, semplicemente si è cercato con l'adattamento di completare i testi, così da sincronizzare il parlato con quello della versione originale.

### Doppiaggio
Nell'edizione originale della serie televisiva anime e nei media derivati, Naruto è doppiato da una seiyū donna: Junko Takeuchi. Lei lo doppia sia da piccolo che da adulto mentre con l'utilizzo della tecnica seducente, la voce del personaggio passa a Ema Kogure.
Per l'edizione italiana della serie, è invece stato scelto un doppiatore maschio per interpretare il personaggio: Leonardo Graziano. A differenza di molti altri protagonisti (come Goku o Rufy), per Naruto si è scelto di mantenere la voce di Graziano sia quando il personaggio è bambino, sia da adulto. L'unica volta che Naruto cambia voce è quando, come nell'edizione originale, utilizza la tecnica seducente, dove ha la voce di Giuliana Atepi.

## Storia
(Naruto Uzumaki)
Naruto è il figlio di Minato Namikaze, il Quarto Hokage, e di Kushina Uzumaki, forza portante della Volpe a Nove Code. Il giorno della sua nascita, il 10 ottobre, Tobi, sfruttando il sigillo indebolito di Kushina, liberò la Volpe e le fece attaccare Konoha, ma in quell'occasione Minato e Kushina sacrificarono la propria vita per salvare il villaggio e sigillare la metà "positiva" della Volpe all'interno di Naruto, sperando che un giorno quest'ultimo riuscisse a controllarne il potere. Essendo visto semplicemente come la Volpe a Nove Code, Naruto viene evitato dagli abitanti del villaggio; le uniche persone che gli dimostrano affetto sono Iruka Umino, suo maestro all'accademia, anch'esso orfano per colpa del demone, il Terzo Hokage e Hinata Hyuga da sempre segretamente innamorata di lui. Dopo essere stato bocciato nuovamente all'esame per diventare genin, Naruto si fa ingannare da Mizuki e ruba il rotolo del Primo Hokage su cui sono scritte le tecniche proibite del Villaggio. Quando Mizuki tenta di uccidere Iruka, sopraggiunto proprio per salvare l'allievo, Naruto interviene e salva il suo maestro con la tecnica superiore della moltiplicazione del corpo (Kage Bunshin No Jutsu) appena appresa. Tramite quest'azione, Naruto viene finalmente promosso genin (grado più basso della gerarchia dei Ninja).

Naruto, come appariva nella prima parte del manga, sulla copertina del 1º volume italiano

In seguito, Naruto entra a far parte della squadra 7, capitanata da Kakashi, insieme a Sasuke Uchiha e Sakura Haruno. In occasione della prima missione nel Paese delle Onde, Naruto dà forza agli abitanti del luogo, in particolare ad Inari, e li incoraggia a combattere contro Gato. Inoltre affronta Haku, riuscendo a sconfiggerlo dopo aver attinto per la prima volta al chakra della Volpe grazie alla rabbia per aver visto Sasuke sacrificarsi per lui. Dopo la sconfitta di Zabuza, gli abitanti del Paese delle Onde nominano il ponte appena costruito "Grande Ponte Naruto", proprio in onore di quest'ultimo.
Tornato al villaggio, Naruto partecipa con la sua squadra agli esami di selezione dei chunin, dove affronta prima Orochimaru, venendo sconfitto, poi, nella terza prova, affronta e sconfigge Kiba Inuzuka. In questo arco riceve per la prima volta lezioni da Jiraiya, che Naruto incontra per caso alle terme mentre era impegnato in un allenamento con Ebisu. Proprio grazie ai miglioramenti ottenuti con l'allenamento di Jiraiya, Naruto riesce a sconfiggere Neji Hyuga, uno dei genin più forti dell'esame. Successivamente salva Sasuke e Sakura da Gaara, riuscendo inoltre a cambiare la personalità di quest'ultimo.
Dopo l'invasione del Villaggio, Naruto parte con Jiraiya alla ricerca di Tsunade per nominarla Quinto Hokage. Durante il viaggio, Naruto viene attaccato da Itachi e Kisame, membri dell'Organizzazione Alba, che intendono catturarlo per impossessarsi del Demone Volpe. In questa occasione, Naruto viene salvato da Jiraiya che mette in fuga i due ninja traditori. Continuando il viaggio, Naruto impara ad utilizzare il Rasengan e, dopo aver trovato Tsunade, affronta Orochimaru e Kabuto Yakushi, anche loro alla ricerca di Tsunade; proprio in occasione di questo scontro riesce a salvare Tsunade e a colpire Kabuto con un Rasengan. Proprio la forza di volontà del ragazzo convince infine Tsunade a tornare al villaggio dove, poco dopo, verrà nominata Quinto Hokage.
Quando Sasuke tenta di fuggire dal Villaggio della Foglia, Naruto si unisce ad una squadra con l'obiettivo di fermarlo. Naruto e Sasuke alla fine si scontrano nella Valle della Fine (o Valle dell'Epilogo nell'edizione italiana) e, benché i due si equivalessero, alla fine Sasuke riesce ad avere la meglio sfruttando il potere del secondo livello del Segno maledetto, ottenuto grazie ad Orochimaru.
I due si separano, ma Naruto non si arrende e non rinuncia all'idea di riportare indietro l'amico. Non a caso lascia il villaggio insieme a Jiraiya per affrontare un lungo allenamento di due anni e mezzo, così da essere pronto al prossimo incontro con Sasuke Uchiha. Questo evento segna la fine della prima parte del manga.

Il Rasenshuriken

Ritornato a Konoha, Naruto viene inviato con il Team Kakashi a salvare Gaara, rapito da Deidara e Sasori, membri dell'organizzazione Alba. Dopo un durissimo scontro con Deidara, Naruto riesce a recuperare il corpo di Gaara, il quale ritorna in vita grazie ad una tecnica di Chiyo, che si sacrifica per lui, e al chakra di Naruto stesso.
Ritornato al villaggio, Naruto parte alla ricerca del rifugio di Orochimaru per salvare Sasuke e ricondurlo al villaggio. Al gruppo si aggiungono Yamato (che sostituisce un infortunato Kakashi) e Sai come rimpiazzo di Sasuke. Durante la missione, Naruto affronta Orochimaru e si abbandona al potere della volpe, liberando quattro code del demone; con questo nuovo potere riesce a mettere in fuga Orochimaru, ma arriva a ferire Sakura. Ritornato normale grazie all'intervento del capitano Yamato, Naruto decide di non utilizzare mai più il chakra del suo demone per non ferire, così, le persone che gli stanno vicino. Successivamente, Naruto incontra Sasuke, ma i rapidi progressi dell'ex compagno di squadra mettono di fronte al Team 7 un avversario di livello superiore, per cui la missione fallisce.
Dopo aver imparato il Rasenshuriken, Naruto si dimostra decisivo durante la battaglia tra il Team 10 e Kakuzu, riuscendo ad eliminare quest'ultimo proprio con la sua nuova tecnica. Dopo aver appreso della morte di Orochimaru, Naruto riprende la ricerca di Sasuke insieme ai suoi compagni e al Team 8. Lungo il suo cammino incontra anche Itachi da cui, malgrado il breve incontro, riceve un misterioso dono, cioè un corvo a cui è stato trapiantato l'occhio sinistro di Shisui Uchiha, il cui Mangekyō Sharingan può attivare la tecnica Kotoamatsukami, potente arte illusoria capace di manipolare il bersaglio senza che quest'ultimo se ne accorga. Poco prima di arrivare dall'amico, Naruto e il resto del gruppo vengono fermati da Tobi e quindi non riescono a trovare l'Uchiha.
Dopo aver appreso che Jiraiya è stato ucciso per mano del capo dell'organizzazione Alba, Pain, Naruto si addestra sul monte Myoboku imparando la modalità eremitica dei rospi che lo rende talmente forte da fronteggiare tutti e sei i corpi dell'assassino del suo maestro, anche se durante lo scontro rischia varie volte di perdere, arrivando quasi a liberare la Volpe, ma venendo fermato in tempo dal Quarto Hokage, suo padre. Seguendo gli insegnamenti del ninja supremo, riesce anche a convincere Nagato a rinunciare ai suoi propositi e a lasciare l'organizzazione per poi resuscitare tutti i ninja uccisi nell'attacco al villaggio.
Successivamente Naruto scopre, per bocca di due ninja della Nuvola, che Sasuke si è unito all'Organizzazione Alba e che ha apparentemente catturato la forza portante del Demone Ottacoda. Naruto si dirige al summit dei kage per convincere il Raikage a ritirare la pena di morte di Sasuke, ma il tentativo si rivela inutile. In seguito Naruto viene raggiunto da Tobi, il quale gli racconta la verità sullo sterminio del clan Uchiha. Incontrando successivamente Sasuke che aveva appena eliminato Danzo, Naruto gli promette che lo affronterà una volta per tutte.
A seguito della proclamazione di guerra di Tobi, Naruto viene inviato su un'isola-tartaruga segreta, la quale ha la capacità di spostarsi nei mari del Paese del Fulmine, con la scusa di svolgere un'importantissima missione di livello S. In realtà il vero scopo dei Kage è quello di nascondere la Forza portante dall'Organizzazione Alba. Insieme a Naruto viene nascosto anche Killer Bee, forza portante del Bue a Otto Code, il quale decide di insegnargli a controllare il chakra della volpe. Contemporaneamente, Naruto scopre il segreto della sua nascita e la verità sull'attacco della Volpe a Nove code al Villaggio della Foglia. L'allenamento viene bruscamente interrotto quando, ormai evidente, Naruto scopre, attraverso Iruka, che si sta combattendo una guerra per proteggere i Cercoteri, obiettivi di Tobi. Questa scoperta convince Naruto a lasciare l'isola su cui si stava allenando, per aiutare i suoi compagni a combattere in guerra, e Bee si convince a seguirlo. Successivamente, le due Forze portanti riescono a convincere il Quinto Hokage e il Quarto Raikage a lasciarli partecipare alla guerra. In questo modo sia Naruto che Bee raggiungono i vari campi di battaglia dove affrontano i vari nemici (tra cui Nagato, Itachi e gli Zetsu Bianchi) e Tobi. Quest'ultimo ha acquisito il Rinnegan, formando una sua versione delle Sei Vie di Pain: per questa ha utilizzato le forze portanti catturate che saranno sotto il suo controllo e metteranno a dura prova Naruto e Bee. Ma Naruto, ormai in difficoltà, nonostante l'intervento di Kakashi e Gai, riesce a farsi accettare dalla Volpe a Nove Code, ottenendo così la possibilità di utilizzare tutto il potere del cercoterio. Si scontra, poi, con Madara Uchiha e il Decacoda, finché non giungono sul campo di battaglia l'alleanza ninja, i primi quattro Hokage (resuscitati da Orochimaru), il Ninja Leggendario stesso e la squadra Falco.
Insieme a Sasuke riesce ad abbattere il Decacoda controllato da Obito e a redimere quest'ultimo, tuttavia il cercoterio viene comunque estratto da Madara sebbene Obito riesca a salvarlo donandogli l'altra metà della volpe. In punto di morte Naruto incontra nella propria mente l'Eremita delle Sei Vie della Trasmigrazione, che rivela che i suoi figli Indra e Ashura nel tempo continuavano a reincarnarsi per combattere di nuovo. Infatti Sasuke è la reincarnazione di Indra, precedentemente lo è stato Madara, mentre Naruto è la reincarnazione di Ashura, e prima di lui Hashirama. Successivamente l'eremità gli dona il potere yang cioè la modalità eremita delle sei vie a Naruto che gli consente di utilizzare i poteri di tutti i cercoterei, l'arte della luce e il marchio del sole; con questi nuovi poteri e l'aiuto di Sasuke (che ha ottenuto il potere yin ovvero il Rinnegan) affrontano Madara che nel frattempo ha ottenuto entrambi i poteri dell'Eremita. In seguito Madara attiva lo Tsukuyomi infinito, intrappolando tutto il mondo in illusione, ma il Team 7 riesce a salvarsi grazie al Susanoo di Sasuke. Obito controllato dallo Zetsu Nero attacca poi Madara alle spalle, rivelandogli di essere in realtà la volontà della principessa Kaguya Ootsutsuki, madre dell'Eremita delle sei vie e vera orchestratrice del piano. Dopo un duro combattimento Naruto e Sasuke riescono a sconfiggere e a sigillare Kaguya con l'aiuto di Kakashi e Sakura e a liberare i Cercoteri prigionieri. Subito dopo però Naruto si trova costretto a combattere contro Sasuke che ha intenzione di uccidere i cinque Kage e sigillare i nove cercoteri, essendo intenzionato a rivoluzionare l'intero mondo shinobi per annientare l'oscurità dai villaggi ninja, oscurità che ha condotto alla morte gli Uchiha e suo fratello Itachi. Dopo una lunga battaglia svoltasi nella Valle della Fine, Naruto e Sasuke sfiniti ed entrambi privati di un braccio, si riconciliano: Sasuke ammette la sconfitta e confida a Naruto di essere sempre stato in qualche modo invidioso di lui e di ammirarlo. Dopo aver sciolto lo Tsukuyomi Infinito insieme a Sakura, Naruto e Kakashi, divenuto Hokage, assolvono Sasuke dai i suoi crimini e quando questi parte per seguire un percorso di redenzione, Naruto gli consegna il suo vecchio coprifronte, segno che questa volta non sta lasciando il villaggio per abbandonarlo, ma sta partendo come un ninja della Foglia.
Alcuni anni dopo la fine della guerra Naruto sposerà Hinata, da cui avrà due figli, Boruto e Himawari, e realizzerà il suo sogno divenendo il settimo Hokage del Villaggio della foglia.

## Descrizione

Il ciondolo appartenente al Primo Hokage donato a Naruto da Tsunade

Naruto è un ragazzo molto vivace che tuttavia soffre profondamente la solitudine e per questo cerca in ogni modo di attirare l'attenzione: il suo sogno, infatti, è diventare Hokage per ottenere il rispetto e l'ammirazione di tutto il Villaggio. Inizialmente, infatti, viene emarginato perché la Volpe sigillata in lui viene vista come una maledizione contrariamente a quanto auspicato da suo padre, il Quarto Hokage Minato Namikaze; la prima persona a trattarlo con benevolenza è il suo maestro d'accademia Iruka Umino, anch'egli orfano e che conoscendo il suo dolore lo tratta come un figlio, ma incontra il rispetto anche di altri personaggi come il Terzo Hokage e il proprietario del chiosco di ramen Teuchi, da cui si reca abitualmente per gustare il suo piatto preferito.
Nonostante il temperamento impulsivo e avventato, si è più volte dimostrato un abile stratega: è infatti in grado di elaborare anche sotto pressione piani tanto eterodossi quanto efficaci (ne sono prova gli scontri con Zabuza, Kiba, Kakuzu e il Terzo Raikage) e per questo è stato definito dal suo maestro Kakashi come "il ninja più imprevedibile della Foglia". Entrato nel Team 7 Naruto supera l'iniziale diffidenza nei suoi confronti e instaura con i suoi compagni un solido legame di amicizia, soprattutto con Sasuke, arrivando a considerarlo come un fratello: la competizione, inoltre, aiuterà entrambi a diventare più forti. Naruto rivela in più occasioni di essere innamorato di Sakura, la quale inizialmente lo considera un opprimente idiota ma col tempo il rapporto tra i due cambia tanto che la ragazza diventerà molto protettiva nei suoi confronti specialmente quando l'Organizzazione Alba metterà gli occhi sulla Volpe. Quando Sasuke fugge dal villaggio Naruto le promette di riportarlo a casa a qualsiasi costo e anche a seguito dell'entrata di Sasuke in Alba Naruto continua a volerlo salvare nonostante sappia che questa sua decisione lo porterà a combattere contro l'amico a costo della vita. Hinata è da sempre innamorata di lui, ma Naruto se ne accorgerà solo dopo diversi anni arrivando comunque a ricambiare i suoi sentimenti e a formare una famiglia con lei.
Grazie alla sua personalità espansiva, nel corso delle sue avventure Naruto stringe amicizia con persone anche provenienti da villaggi inizialmente ostili come Gaara, che grazie a lui ritornerà a dare un senso alla propria esistenza; anche Neji cambierà dopo il suo incontro con Naruto il quale, sconfiggendolo durante l'esame per diventare Chunin, gli dimostrerà che è possibile mutare il proprio destino se disposti a fare qualunque cosa in proprio potere.

### Capacità ninja

Trasformazione degli occhi di Naruto

Inizialmente Naruto viene dipinto come un allievo molto carente che passa il tempo a inventare inutili tecniche come la Tecnica dell'Erotismo e successivamente quella dell'Harem; dopo aver studiato la pergamena del Primo Hokage, nella quale sono annotate le tecniche proibite del villaggio, Naruto impara la Tecnica superiore della moltiplicazione del corpo, che diviene una sorta di suo marchio di fabbrica data la versatilità con cui saprà utilizzarla.
Da questo momento Naruto riesce a migliorare enormemente grazie alla sua illimitata voglia di imparare e di allenarsi sotto la tutela di Kakashi e soprattutto di Jiraiya, che gli insegna varie abilità (come ad esempio sfruttare il chakra della Volpe fino alla terza coda mantenendo la sua personalità e a migliorare la concentrazione dell'energia) e due tecniche che si riveleranno per lui fondamentali: la prima è la Tecnica del Richiamo, con la quale diviene in grado di evocare dei rospi che lo supportano nei combattimenti e nell'uso di alcune tecniche, mentre la seconda è il Rasengan, di cui creerà numerose varianti.
Naruto può vantare una riserva di chakra impressionante, almeno quattro volte quella di Kakashi (considerando anche il chakra della Volpe essa sarebbe oltre cento volte quella del ninja copiatore), e una resistenza fisica altrettanto notevole anch'essa aumentata dalla Volpe. È portato soprattutto per i combattimenti ravvicinati, anche a causa della sua predisposizione per il chakra di tipo Vento, ma possiede anche delle tecniche a lungo raggio. In battaglia sfrutta principalmente ninjutsu e taijutsu e ha dimostrato una notevole abilità anche nell'uso degli strumenti ninja, soprattutto in coppia con Sasuke. Dopo la morte di Jiraiya decide di seguire gli insegnamenti del rospo eremita Fukasaku e così impara ad utilizzare la Modalità Eremitica, abilità che neppure il ninja leggendario e il Quarto Hokage erano riusciti a controllare perfettamente.

#### Volpe a Nove Code

Il sigillo della Volpe a Nove Code sulla pancia di Naruto

Il potere di Kurama offre a Naruto diversi vantaggi tra cui una velocità di guarigione superiore al normale e, sfruttando il suo chakra, una potenza e una velocità eccezionali. Col tempo Naruto impara a controllare il chakra della Volpe al punto da poter sviluppare fino alla terza coda del manto del Demone; allo sviluppo della quarta, tuttavia, subisce una radicale trasformazione e perde la ragione, al punto da non distinguere più gli amici dai nemici. Per evitare di far del male agli altri e a sé stesso Naruto ha deciso di non ricorrere più al chakra del demone come risorsa in caso di emergenza, contando sulle sue sole forze a discapito delle assidue richieste del Demone.
In seguito Killer Bee aiuta Naruto a controllare il suo demone facendogli superare due difficili prove:
- nella prima Naruto è costretto ad affrontare nel suo inconscio una sua versione oscura, che incarna tutti i pensieri malvagi che sopprime[69] e che proprio a causa della sua natura malvagia è ben accetto dalla Volpe[69]. Non viene sconfitto facilmente, in quanto questo conosce tutte le tecniche dell'originale[36], ma alla fine il vero Naruto decide di accettare la sua oscurità come parte di se stesso e lo ringrazia, in quanto afferma che senza di lui non sarebbe riuscito a sopravvivere[46].
- nella seconda Naruto ha affrontato, sempre nel suo inconscio, la Volpe stessa ed è riuscito ad impossessarsi di una parte del chakra del demone, anche grazie al prezioso aiuto di sua madre Kushina[70].

Superate le prove Naruto ottiene una parte del chakra della Volpe: quando lo utilizza si ricopre di un chakra arancione ed aumenta, oltre alla sua forza, anche la sua velocità, venendo paragonato al Quarto Hokage; ottiene inoltre un controllo maggiore su alcune sue vecchie tecniche, la possibilità di manipolare il chakra della Volpe a suo piacimento e infine la capacità di percepire anche a grande distanza le presenze malvagie. Nonostante ciò la trasformazione ha, inizialmente, degli svantaggi: Naruto, a differenza di Killer Bee, non poteva trasformarsi nella Volpe e non poteva condividere con quest'ultima il chakra altrimenti il demone avrebbe potuto approfittarne per risucchiare il suo chakra e ucciderlo. Durante la guerra, tuttavia, Naruto riesce finalmente a farsi accettare da Kurama, che gli dona tutto il suo potere per poter affrontare Tobi: l'aspetto di Naruto muta ulteriormente, diventando simile a quello dell'Eremita delle Sei Vie, e inoltre riesce a plasmare il suo chakra ricostruendo in tutto e per tutto la forma del suo cercoterio.
In Boruto: Naruto Next Generations Naruto ha sviluppato una nuova forma del chakra della Volpe chiamata "Barion Mode" che potenzia le sue abilità combattive ma oltre ad avere un brevissimo tempo di utilizzo provoca la morte di Kurama. La scomparsa del cercoterio priva Naruto della possibilità di utilizzare di nuovo il suo chakra.

#### Potere Yang
Naruto ottiene questa abilità da Hagoromo: in questo stadio, disponendo del chakra di tutti i cercoteri e quindi delle loro singole abilità, può volare, rigenerare le parti mancanti del corpo altrui e anche utilizzare le Gudodama, ammassi di chakra che derivano dalla fusione dei cinque elementi base col chakra della luce. Dopo il suo incontro con Hagoromo, inoltre, Naruto può utilizzare temporaneamente un sigillo con Sasuke abbastanza forte per battere definitivamente Kaguya.

## Apparizioni in altri media
In quanto protagonista della serie, Naruto appare in tutti i film basati sul mondo di Naruto, normalmente come protagonista e spesso in missione con il Team 7. Il primo film di Naruto: Shippūden segna la prima apparizione di Naruto con l'aspetto che ha nella seconda parte del manga. Appare anche in tutti e quattro gli OAV prodotti per la serie.
Naruto è anche un personaggio giocabile in tutti i videogiochi ispirati alla serie. In alcuni di questi è possibile sbloccare ed utilizzare la modalità in cui utilizza la forza della Volpe a Nove Code. In molti altri della serie Ultimate Ninja è anche giocabile una versione in cui indossa i costumi caratteristici di Rock Lee e di Gai Maito e nella quale è in grado di utilizzare le loro tecniche. Naruto Shippuden: Gekitou Ninja Taisen EX segna la prima apparizione in un videogioco di Naruto con l'aspetto che ha nella seconda parte. Appare anche in alcuni spin-off in cui sono presenti altri personaggi di altri manga. Questi videogiochi includono Battle Stadium D.O.N, Jump Super Stars, Jump Ultimate Stars, J-Stars Victory Vs e Jump Force. Nel gioco Dragon Ball Z: Battle of Z, Goku può indossare i suoi abiti.